# Chelanthura ajuga
Chelanthura ajuga är en kräftdjursart som beskrevs av Gary C.B. Poore och Bardsley 1990. Chelanthura ajuga ingår i släktet Chelanthura och familjen Anthuridae.
Artens utbredningsområde är Queensland. Inga underarter finns listade i Catalogue of Life.